# الشهرة (ألبوم)
الشهرة (بالإنجليزية: The Fame)‏ هو الألبوم الاستوديو الأول للمغنية الأمريكية ليدي غاغا، صدر الألبوم في 19 أغسطس 2008 من قبل شركة انترسكوب وقد حاز على اعجاب العديد من النقاد بسبب كلمات اغانيها الملهمة والصادقة ولكنه لا يخلو من الانتقاد السلبي حيث وصف بعض النقاد الالبوم بكونه يفتقر إلى العديد من المميزات الغنائية الراقية ويميل إلى الطابع الصبياني وقد تصدر الالبوم قائمة أفضل الالبومات في العام 2008 بوصول اغنيتين منفردتين إلى الرقم #1 في قائمة أفضل 100 أغنية للاسبوع.
استوحي الألبوم من حب غاغا للشهرة، ويتعامل مع نمط حياة الثراء والشهرة بشكل عام. أول أغنيتين منفردتين من الألبوم حققتا نجاحاً كبيراً، فمع احتلال «ارقص فقط» المركز الأول في سباقات الأغاني في ست دول، استطاعت «وجه البوكر (بوكر فيس)» أن تحتل المركز الأول تقريباً في كل الأسواق الموسيقية الضخمة والعالمية. وباع الألبوم منه أكثر من 12 مليون نسخة في جميع أنحاء العالم.

## روابط خارجية
- الشهرة على موقع ميتاكريتيك (الإنجليزية)
- الشهرة على موقع ميتاكريتيك (الإنجليزية)
- الشهرة على موقع أول موفي (الإنجليزية)